# ベアトリクス・ド・ショワズール
ベアトリクス・ド・ショワズール、グラモン公爵夫人（Béatrix de Choiseul,  Duchesse de Gramont 1729年11月18日 - 1794年4月17日）はフランスのサロン主催者で愛書家である。彼女は兄のショワズール公爵と親しい間柄であることで知られ、彼が大臣を務めていた1758年から1770年の間、宮廷で影響力のある地位にあったと考えられる。彼女は1760年代にルイ15世の公式な愛妾になろうと試み、続いてデュ・バリー夫人との間に確執を生じた。

## 生涯

### 若年期
ベアトリクスはスタンヴィル侯爵フランソワ・ジョセフ・ド・ショワズールとマリー＝ルイーズ・バッソンピエールの娘で、ショワズール公爵、エティエンヌ・フランソワ・ド・ショワズールの妹だった。未婚時代、彼女はルミルモンの律修修女だった。しかし兄が大臣に任命されると彼女は兄とパリで落ちあえるようになり、彼女は自身が宮廷に出入りできる縁組をまとめるよう交渉した。
1759年、ルイ・ド・ボッフルモンとの結婚が破談になった後、彼女はナバラ総督のグランモン公爵アントワーヌ7世と結婚した。彼女は3ヶ月で自身の配偶者と別れ、以後は兄の家族と住むようになったが、彼女は彼を通じていくつかの事柄に対しなんらかの影響力を持った 。義理の妹はベアトリクスの指図に従う内気な人物として描かれており、ベアトリクスと兄の親密な関係はよく知られていた。兄の地位のおかげでベアトリクスは定期的に宮廷へ行った、彼女は宮廷生活における重要な人物となりポンパドゥール夫人の個人的な友人となった。彼女は高慢かつ高圧的で意地悪だが、一般的な意味で美しくなかったものの知的で才気活発であり魅力的でもあった。

### 野心
1764年にポンパドゥール夫人が死去すると、グラモン夫人は彼女の後を襲ってルイ15世の愛妾になる野望を抱いた。彼女はポンパドゥール夫人のもうひとりの友人のデスパルべス夫人とこの野望を同じくしたため、2人のライバル関係は宮廷で注目を集めた。ショワズール公爵はグラモン夫人の野望を後押ししたが、伝えられるところによれば彼女はあまりにも率直に誘惑しようとしたため、王は警戒して代わりに彼女のライバルの誘いを受け入れることで彼女を避けたといわれる。
宮廷の噂によると、デスパルベス夫人は公式な愛妾と宣言されそうになったが、ショワズールが騒動を起こして妨害した。ある日大階段で彼女と出会ったショワズールは彼女の顎をつかむとこう言った「さて、お嬢さんあなたの情事の進み具合はどうなってるの？」これが宮殿のスキャンダルとなりルイ15世は彼女との情事を断念した。

### デュ・バリー夫人
ベアトリクスは正式な愛妾の地位を獲得す努力を続け、1768年にデュ・バリー夫人がその地位を射止めたとき、成功は近いと信じていたと伝えられる。グラモン夫人は義理の妹であるショワズール公爵夫人とボーヴォー公女（いわゆる「ショワズールの女たち」）と協力してまず貴族の女性たちを先導してデュ・バリー夫人が宮廷に紹介されるのを阻止し、その後は宮廷から追放しようとした。ルイ15世の娘たちの考えのひとつは、国王がランバル公妃かオーストリア大公女マリア・エリーザベトと再婚することだった。しかしショワズール派は国王の再婚に反対しており、メルシー＝アルジャントー伯爵によれば
「権力者たちは賢明で愛想が良く夫の愛情を得ることに成功した王妃が、この国のあらゆる部局にはびこる不正に対して気付かせ、それが担当者に多大なる困惑を引き起こすだろうと推測している。それ故に彼らは国王の心を結婚という考えから逸らす必要があると考えている。そして現在の不正行為の維持に誰よりも関心のあるグラモン夫人がショワズール氏を説得してこの件に関する彼自身の偏愛を捨てさせるのに成功したという大変強固な証拠を得ている 。
デュ・バリー夫人が宮廷で紹介された後、ショワズールの女たちは「小部屋」で催された国王の私的な晩餐会を欠席して貴族の女性がデュ・バリー夫人と交際することは社会的に受け入れられない事を事実上示した。グラモン夫人によるボイコットを無効にするため、国王はまずミルポワ元帥（ポンパドゥール夫人の友人）を、次に他の貴族の女性数名を愛妾の話し相手とし、宮廷に溶け込ませた。
デュ・バリー夫人が公式に宮廷へ迎え入れられると、対立は国王の愛妾とショワズール派との私的な抗争に発展した。ローザン公爵はデュバリー夫人からショワズール公爵へ和解のメッセージを伝える仲介役とされたが、彼が到着したときショワズールは妹と一緒にいて「女性からの嫌がらせを受けながらも自身は何も恐ることはない思っている大臣の傲慢さをそのままに」そのメッセージを受け取った。そしてショワズールは自分とデュ・バリー夫人の間に「死闘」があり、ベアトリクスは「彼女は国王に対しても容赦せずに無礼な発言をした」。マリー・アントワネットの女官でありベアトリクスの義妹のグラモン伯爵夫人は、未だ続いていたボイコットに参加しデュ・バリー夫人に対して失礼な発言をしたため、国王は伯爵夫人を宮廷を追放し、これがデュ・バリー夫人とマリー・アントワネットの間に不和を引き起こした。
デギュイヨン公爵事件において、彼女はショワズールが企てた陰謀に加担したと批難された。メルシー伯は女帝マリア・テレジアに「ショワズール伯爵はリシュリュー公爵と激しく口論した。後者はグラモン公爵夫人がプロヴァンスとラングドックを通ってバレージュへ向かう道すがら、デギュイヨン公爵の事件における裁判所の決定に反対して、これらの州の議会を扇動しようとした」と報告している。
デュ・バリー夫人とショワズール公爵の対立は、公爵の解任と宮廷からの追放につながり、デュ・バリー夫人は少なくとも一度グラモン公爵夫人を批難した。
「夕食後の会話はより深刻な内容になった。デュ・バリー夫人はショワズール公爵について感じよく率直に語り、彼と親しくなかったことを後悔していた。そして彼女はより理解を得るためにどれほど苦労したかを話した。ショワズールの妹のグラモン公爵夫人がいなかったらデュ・バリー夫人はうまくい事を運んでいただろう。彼女は誰に対しての文句も言わず、悪意あることは何も言わなかった」。

## 余生
ベアトリクス・ド・ショワズールは兄が追放されると宮廷生活を離れシャントルーで生活する兄とその妻と一緒に暮らした。彼女は優れた愛書家となり、有名な文学サロンを主宰した。恐怖政治の間、彼女は逮捕され王党派の亡命者に資金の提供をしたとして告発された。革命裁判所で尋問され、ギロチン刑を宣告された彼女は「国外へ逃亡した者たちに送らなかったのか？」と問われるとこう答えた。「いいえと答えるつもりでしたが、助かるために嘘をつくのは無意味です！」